# Tub de Pitot

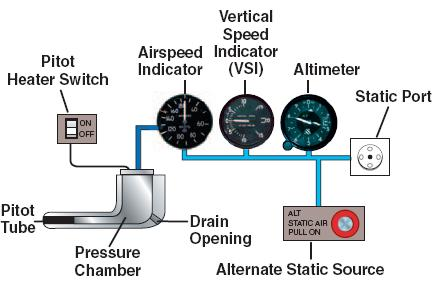
Diagrama d'un sistema Pitot estàtic, que inclou un tub Pitot, els instruments Pitot estàtics i les preses de pressió estàtica i dinàmica

Tipus de tubs de Pitot

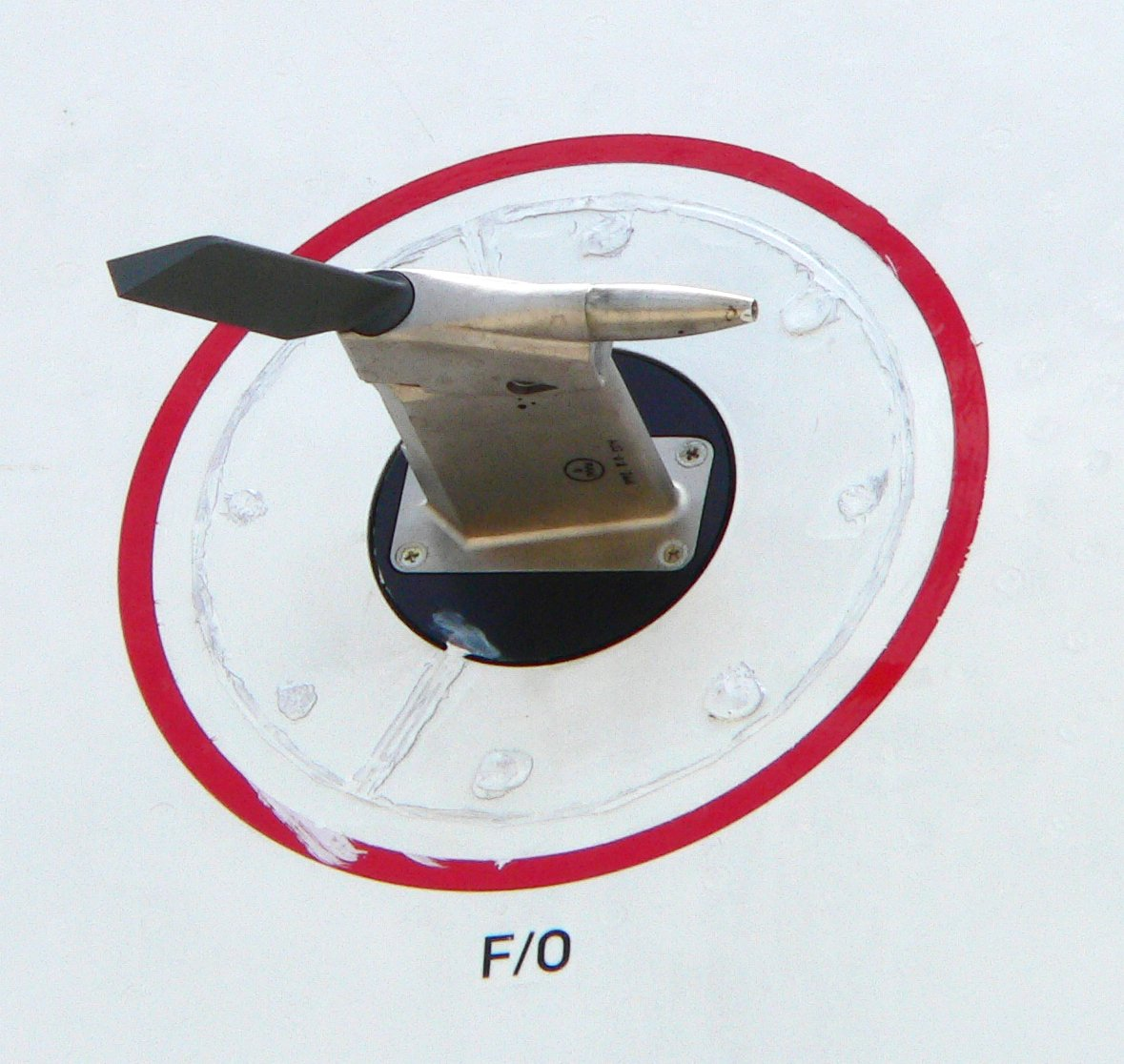
Ús dels tubs de Pitot en avions per mesurar la velocitat del vent

Un tub Pitot és un instrument de mesura de la pressió que serveix per calcular la pressió total, també anomenada pressió d'estancament, pressió romanent o pressió de recés (suma de la pressió estàtica i de la pressió dinàmica).
Va ser inventat per l'enginyer Henri Pitot el 1732 i va ser modificat al segle xix per Henry Darcy. Es fa servir molt per mesurar la velocitat del vent en aparells aeris i per a mesurar les velocitats d'aire i gasos en aplicacions industrials. Els tubs pitot mesuren la velocitat en un punt donat del corrent de flux i no pas la mitjana de la velocitat del fluid mesurat.

## Teoria d'operació
En el punt (1) de l'esquema, embocadura del tub, es forma un punt d'estancament, la velocitat allà (v  1 ) és nul·la, i la pressió segons l'equació de Bernoulli augmenta fins:
{\displaystyle {P_{1} \over \rho }={P_{t} \over \rho }={P_{0} \over \rho }+{v_{0}^{2} \over 2}:}
per tant:
{\displaystyle P_{t}=P_{0}+\rho .{v_{0}^{2} \over 2}}
Sent:
- V  0  ip  0  = pressió i velocitat del corrent inalterats.

- P  t  = pressió total o estancament.

Aplicant la mateixa equació entre les seccions (1) i (2), considerant que v  1  = v  2  = 0, es té:
{\displaystyle Y_{1}+{p_{1} \over \rho g}=y_{2}+{P_{2} \over \rho g}}
Sent:

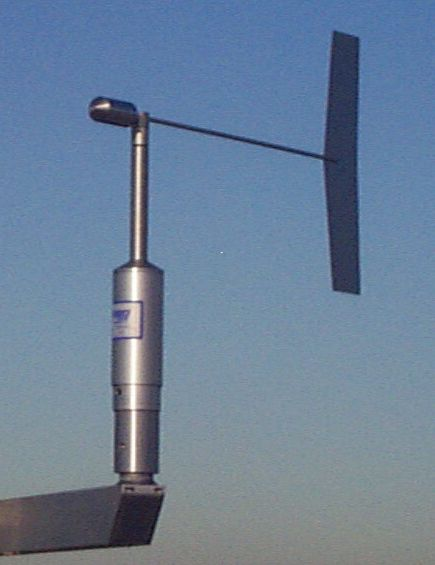
Anemòmetre tipus Pitot amb penell

- I  2  - i  1  = L (lectura en el tub piezomètric)

després:
 {\displaystyle \P _{t}=\rho .g.L} 

Aquesta és anomenada l'expressió de Pitot.